# Irma Loos
Irma Loos (Geburtsname und Pseudonym von Irma Hain; * 21. Juli 1907 in Insterburg/Ostpreußen; † nach 1956) war eine in München lebende deutsche Schriftstellerin mit teils unkritischer, teils kritischer Sympathie für den sowjetisch geprägten Sozialismus und insbesondere die Deutsche Demokratische Republik.

## Leben
Die in Insterburg/Ostpreußen geborene Irma Loos lebte bis zum Ende des Zweiten Weltkriegs in Tilsit, dem heutigen Sowetsk in gutbürgerlichen Verhältnissen, gegen die sie laut späterer DDR-Lesart immer wieder aufbegehrte. Infolge der Nachkriegsvertreibungen verschlug es sie nach München.
Ihre ersten Publikationen, Erzählungen mit autobiografische Zügen, datieren aus den Jahren 1941 bis 1944. Nachdem sie 1950 mit dem in Nürnberg verlegten Nachkriegsroman Kleiner Zirkus ihre schriftstellerische Tätigkeit wieder aufgenommen hatte, gab sie 1951 auch in der DDR ihr Debüt: im Januar in der Literaturzeitschrift Sinn und Form und im Oktober im Aufbau Verlag. Im Herbst 1951 reiste sie in einer sowjetdeutschen Delegation, der auch Ludwig Renn angehörte, nach Bukarest, Sinaia, Kronstadt (Brașov), Ploiești, und Konstanza (Constanța), woraus ein Reportagebuch entstand. Ihr letztes Buch, Schläfer und hockende Frau, ist in der Art der Tagebuch schreibenden japanischen Hofdame Sei Shōnagon verfasst.
Sie nahm neben Autorentreffen und politischen Veranstaltungen im Westen wie im Osten Deutschlands auch am „ost-westdeutschen Schriftsteller-Gespräch“ im März 1951 in Starnberg teil. Ebenso im Mai 1951 am 1. Gesamtdeutschen Kulturkongress in Leipzig. Des Weiteren an den Weltfestspielen der Jugend und Studenten der sozialistischen Länder im August 1951 in Ost-Berlin und in derselben Stadt am III. Deutschen Schriftstellerkongress, der im Mai 1952 abgehalten wurde. In der BRD für politisch fehlgeleitet befunden, verdarb sie es sich auch mit den DDR-Intellektuellen, nachdem sie beim Schriftstellerkongress Johannes R. Bechers Kampf-Sonett Mord in Essen scharf kritisiert sowie dem Aufnahmeangebot des nominell noch gesamtdeutschen PEN-Zentrums, angeblich mit der Begründung es sei ihr „zu ostzonal“, eine Absage erteilt hatte.
So saß sie plötzlich zwischen den Stühlen und verschwand aus dem Blick und folglich auch aus dem Bewusstsein der Öffentlichkeit. Sie fand Zeit, drei Romane zu beenden beziehungsweise zu schreiben, hernach trat sie höchstens noch als Privatperson unter ihrem ehelichen Namen Irma Hain in Erscheinung, wie ein Leserbrief an Die Zeit, in dem sie die zuvor veröffentlichte Würdigung des in den Ruhestand getretenen Hans Globke relativierte, belegt.

## Bewertungen
Während es über ihre Berichterstattungen, Essays und Appelle in der DDR von offizieller Seite hieß, sie seien Zeugnisse „unserer ehrlichen Bemühungen um ein gutes Leben“, sprachen Kritiker – jeweils komprimiert wiedergegeben – von „Propaganda“, „kommunistischer Trittbrettfahrt“, „empörender Verharmlosung“, „gewissenloser Tendenzliteratur“ und „politischer Dummheit“.

## Werke
- 1941: Das Leben der Frauen, Staackmann Verlag, Leipzig (Erzählung).
- 1943: Das Wiedersehen, Staackmann Verlag, Leipzig (Erzählung).
- 1944: In den großen Ferien, Staackmann Verlag, Leipzig (Erzählung).
- 1950: Kleiner Zirkus, Nest-Verlag, Nürnberg (Roman).
- 1951: Mehrmals unterbrochene Erzählung 1950. In: Sinn und Form. Beiträge zur Literatur, Heft 1/1951, S. 133–163 (Erzählung).
- 1951: Tagebuchblätter, Aufbau Verlag, Berlin (Essay).
- 1952: Rumänisches Tagebuch 1951, Frankfurter Verlagsanstalt, Frankfurt am Main (Reportage).
- 1953: Unaussprechliche Freude, Frankfurter Verlagsanstalt, Frankfurt am Main (Roman).
- 1953: Schläfer und hockende Frau. Ein Kopfkissenbuch um die Mitte des 20. Jahrhunderts, Frankfurter Verlagsanstalt, Frankfurt am Main (Roman).
- 1956: Unsägliche Freude, Die Brigg, Basel (Roman)